# Andrias sligoi
Andrias sligoi — вид хвостатих земноводних родини критозябрецевих ряду.

## Поширення
Ендемік півдня Китаю. Поширений в басейні річки Сіцзян в горах Наньлін.

## Опис
Один з найбільших сучасних видів саламандр. Тіло сягає завдовжки до 180 см.